# Hydraulisch redgereedschap

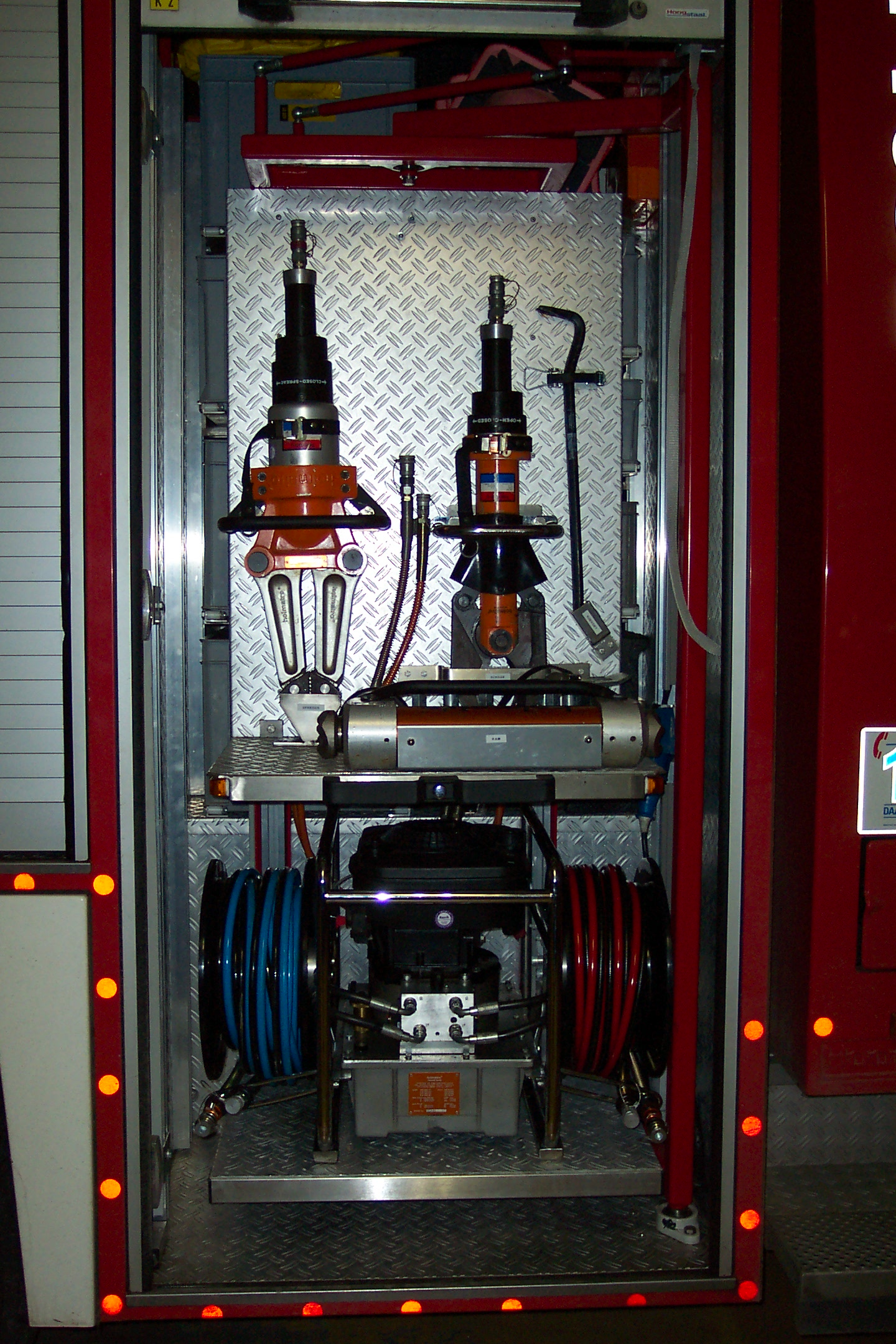
Modern hydraulisch redgereedschap met pomp gebruiksklaar op een uitklapbaar rek in een brandweerwagen.

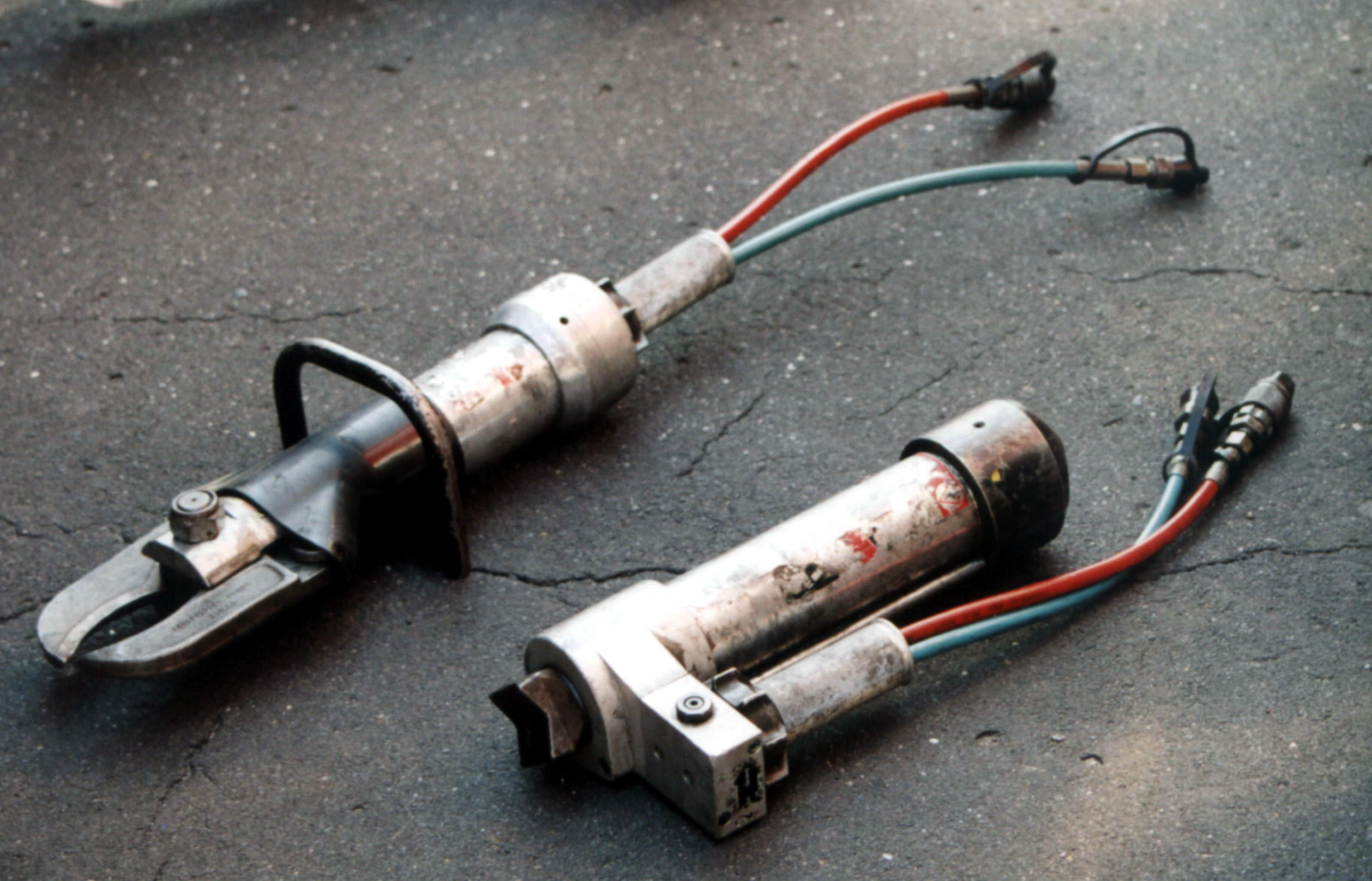
Een hydraulische schaar en ram.

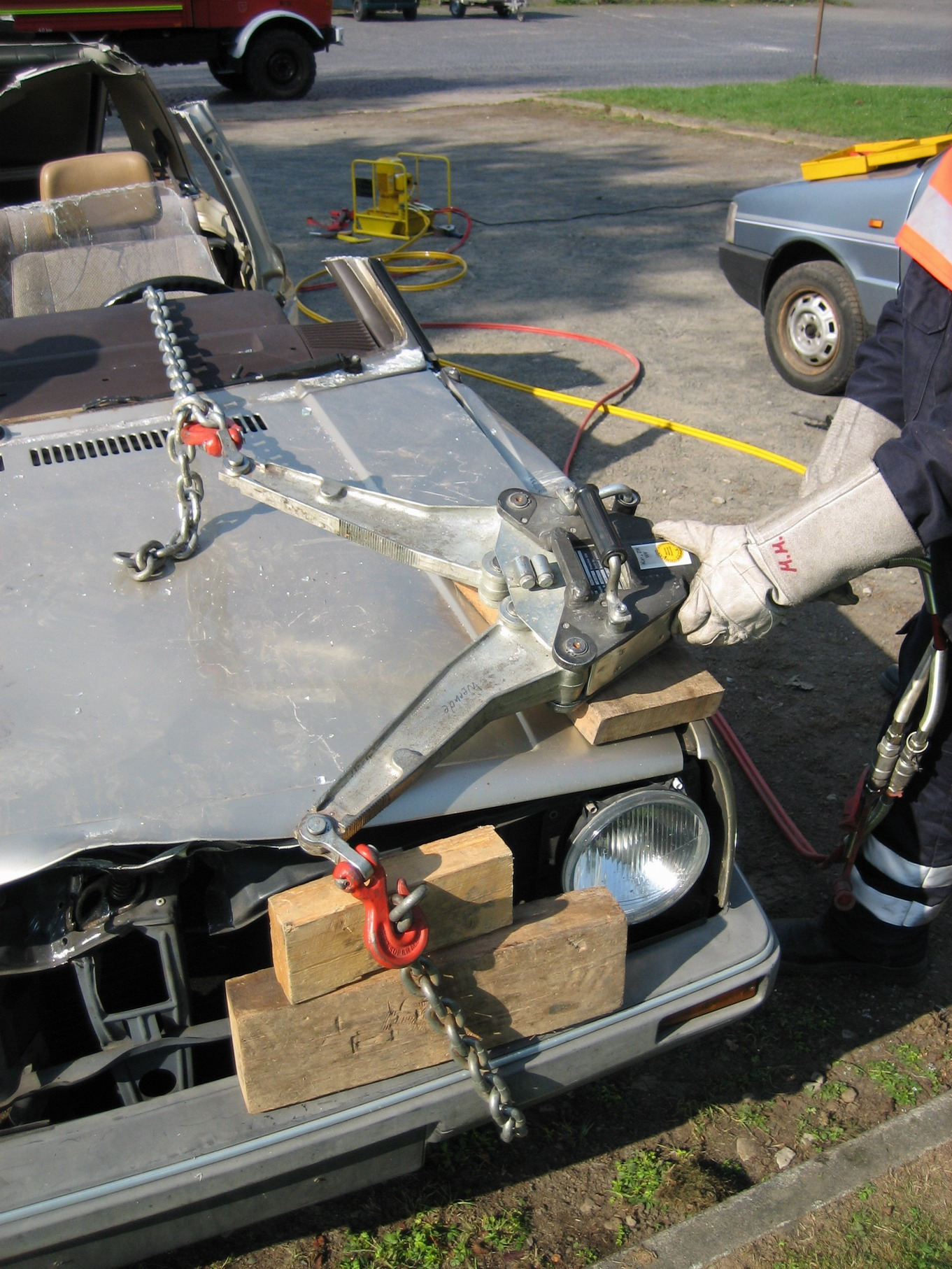
Een hydraulische spreider wordt gebruikt om een stuurwiel naar boven te trekken. Vanwege de relatieve onveiligheid probeert men deze methode tegenwoordig te vermijden.

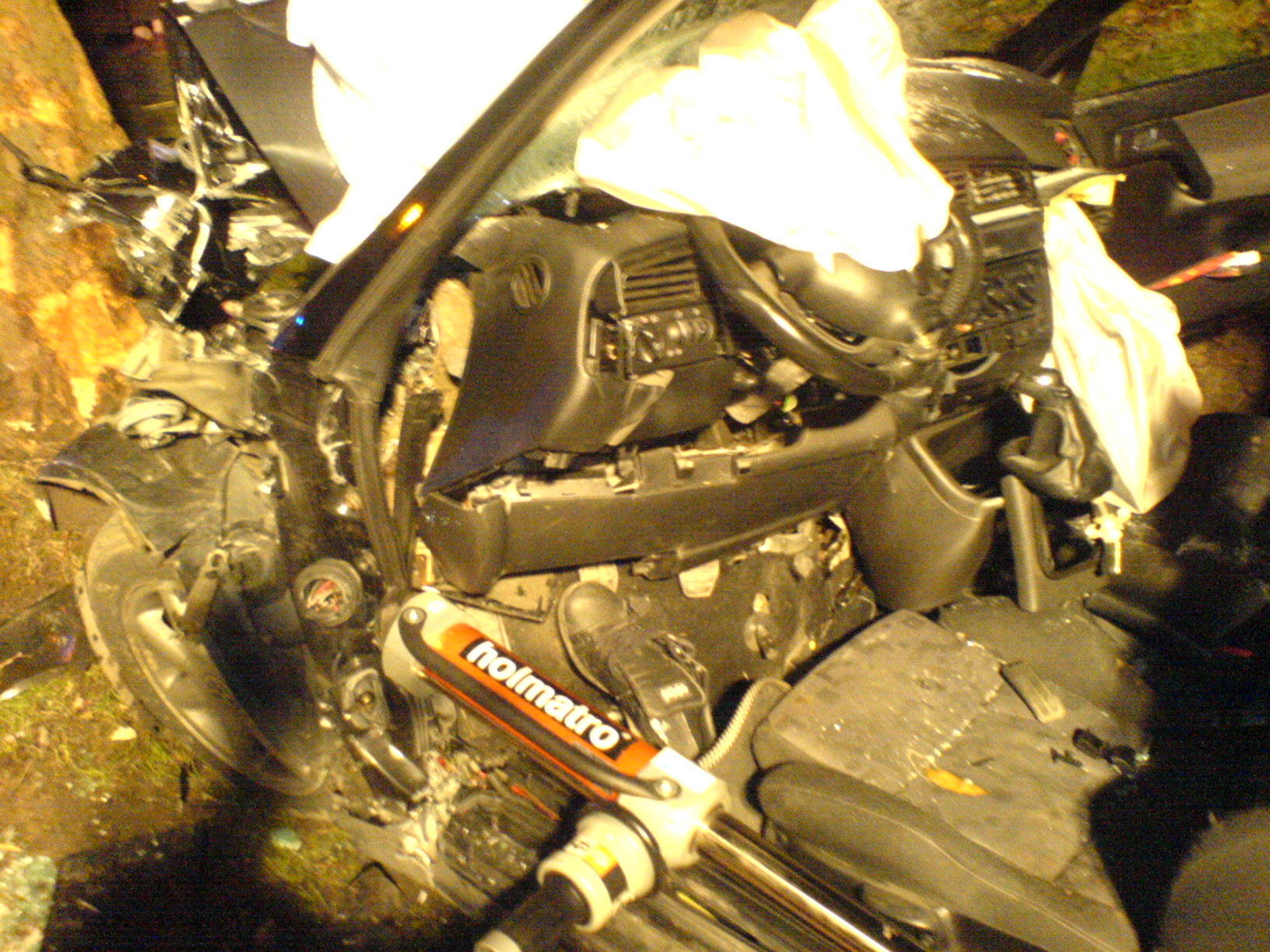
Een ram in gebruik bij het uiteen drukken van een auto om een beknelde bestuurder te bevrijden.

Redgereedschap is een benaming die de brandweer geeft aan verschillende hulpmiddelen die gebruikt worden om beknelde personen te bevrijden. Het gereedschap wordt bijna altijd hydraulisch aangedreven.

## Aandrijving
Hydraulische aandrijving betekent dat er olie onder hoge druk (ongeveer 700 bar) naar het gereedschap gepompt wordt. De pomp kan aangedreven worden door een elektromotor (eventueel vanuit een accu), een verbrandingsmotor, handkracht of bijvoorbeeld vanaf de motor van een brandweervoertuig.

## Soorten redgereedschap

### Hydraulische schaar
Een hydraulische schaar wordt gebruikt voor het knippen van materialen, met name geschikt voor metalen. De schaar wordt gesloten met behulp van een hydraulische cilinder die gevoed wordt door een pomp. De twee bladen van de schaar zijn gemaakt van gehard staal en hebben genoeg kracht om de meeste auto-onderdelen door te kunnen knippen.

### Hydraulische spreider
Een spreider bestaat uit twee delen die zowel naar elkaar toe of van elkaar af kunnen drukken, hij kan dus spreiden en knijpen. Een spreider kan gebruikt worden om delen uit elkaar te drukken om zodoende ruimte te maken of metaal te scheuren. Door een spreider vast te klemmen op een voorwerp ontstaat een hefboom waarmee het voorwerp verbogen of verplaatst kan worden. Door kettingen aan de uiteinden van de spreider te bevestigen kan een spreider ook trekkracht leveren.

### Combinatie-gereedschap
Er bestaat materieel dat een spreider en een schaar combineert. Dit heeft als voordeel dat het veelzijdiger inzetbaar is, maar nadelen zijn de hogere prijs en de onmogelijkheid om met schaar of spreider apart naar meerdere plaatsen tegelijk uit te rukken.

### Hydraulische ram
Een ram is een hydraulische cilinder die gebruikt wordt om onderdelen uit elkaar te drukken. Een ram werkt in één rechte lijn en levert voornamelijk drukkracht. De meeste rammen zijn niet gebouwd om trekkracht te leveren.
Rammen kunnen ook uit meerdere cilinders bestaan of telescopisch gebouwd zijn om de werkende lengte te vergroten.

## Voorkomen van arbeidsongevallen
Die hoge oliedruk gaat samen met het opwekken van een zeer grote mechanische kracht. Het is dan ook zaak maatregelen te treffen om de gebruiker en slachtoffers te beschermen.
Gebruikers zijn beducht voor:
- wegspringende metaal- of glassplinters (slachtoffers worden beschermd met platen kunststof of hout of met een gewapend plastic zeil; hulpverleners dragen handschoenen, helm, veiligheidsschoenen, overall e.d.m.);
- beknelling tussen constructiedelen of tussen een constructiedeel en het materieel (bediener let voornamelijk op de positie van zijn armen en benen;
- lekkende of wegspuitende olie bij een slangbreuk (regelmatige technische controle en tijdige vervanging van slangen is een noodzaak).
- tegenwoordig wordt het slang-in-slang systeem gebruikt, de drukleiding zit middenin de retour waardoor bij het scheuren of lekken van de drukdarm de oliedruk afgeleid wordt naar de retour, met minder kans op letsels tot gevolg

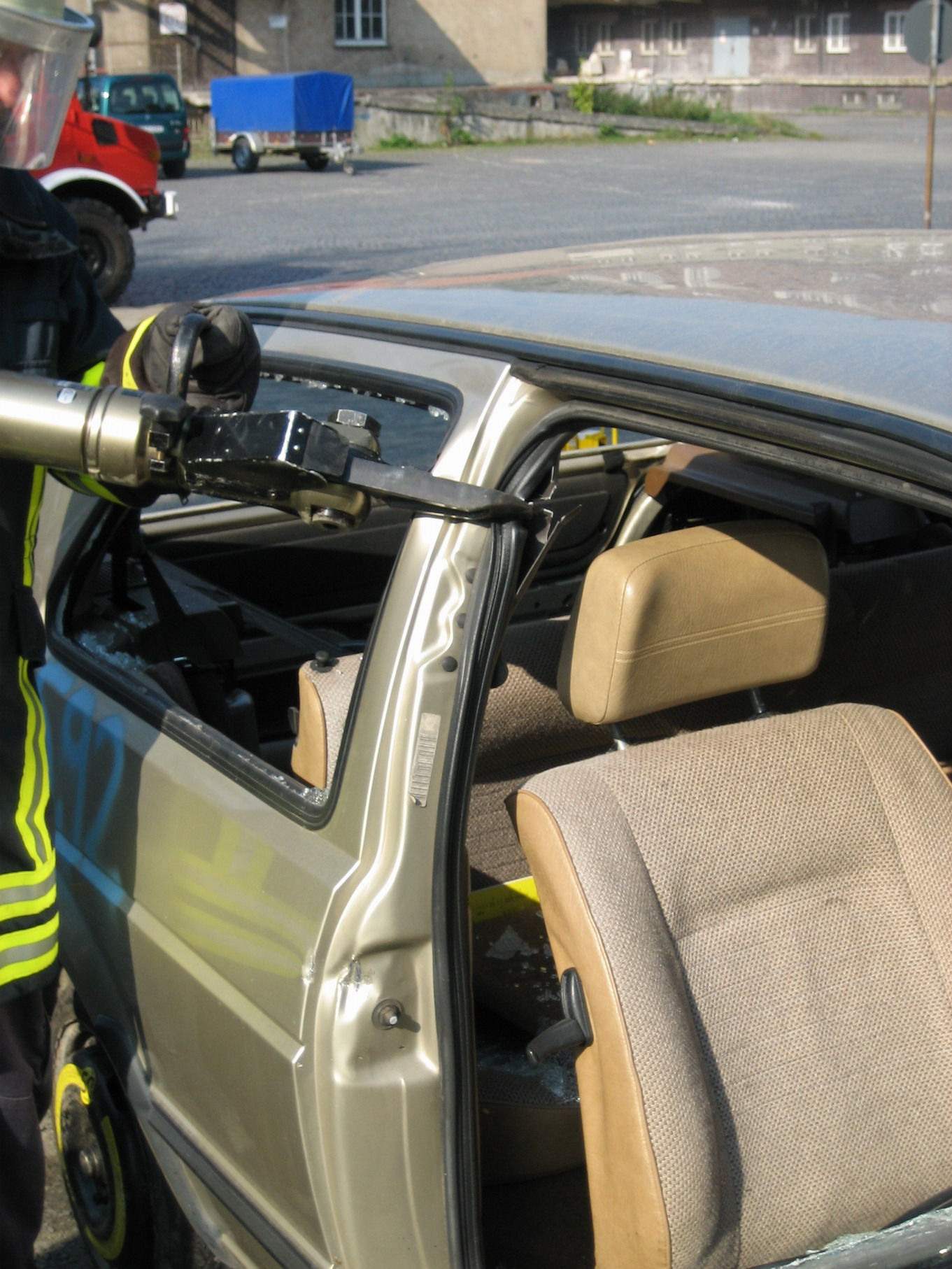
Hydraulische schaar gebruikt om een stijl van een auto door te knippen om het dak van de auto te kunnen verwijderen.
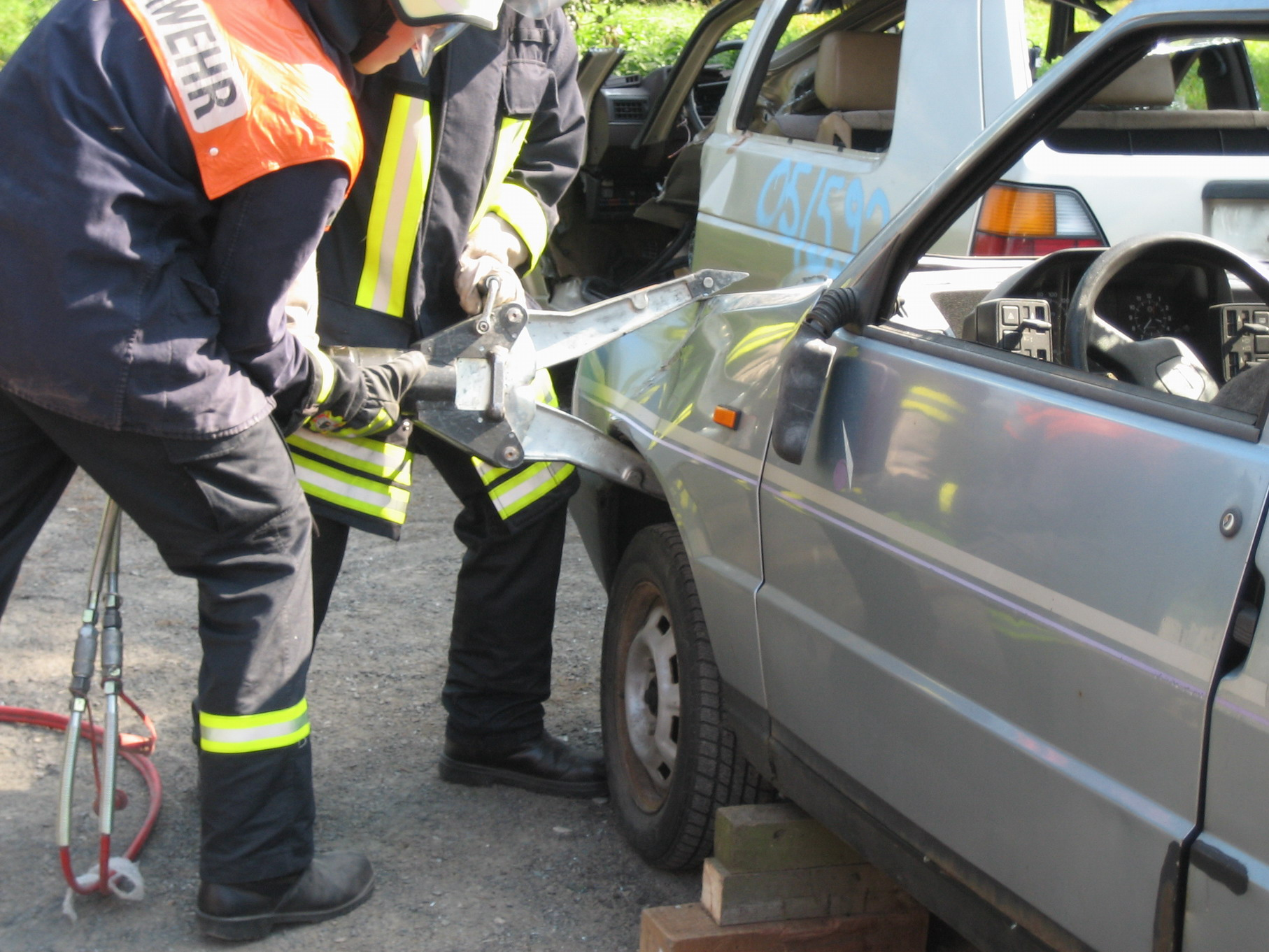
Een hydraulische spreider wordt gebruikt om een spatbord samen te drukken om de scharnieren van het portier te kunnen bereiken.
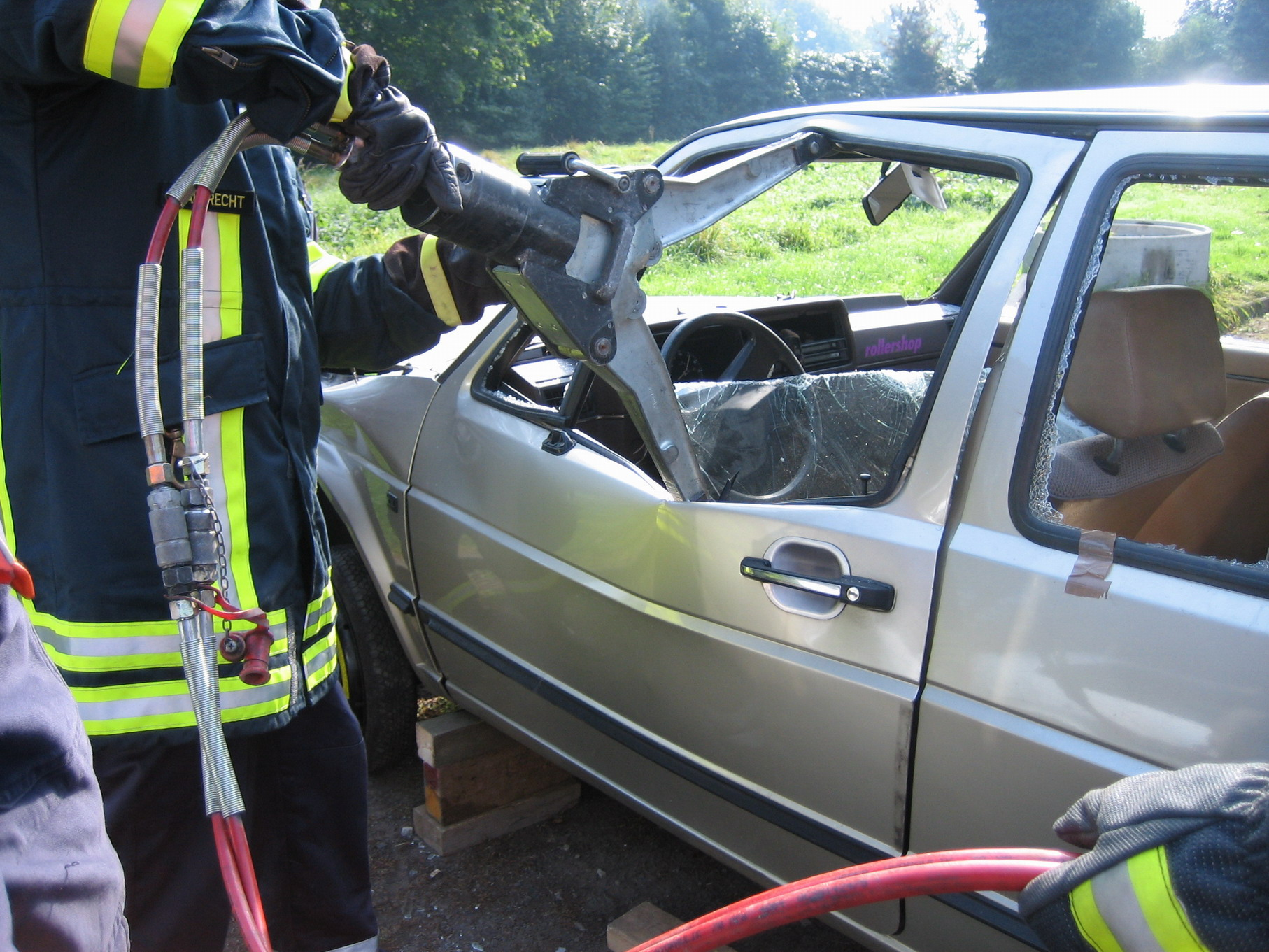
Een hydraulische spreider wordt gebruikt om een portier uit elkaar te drukken.
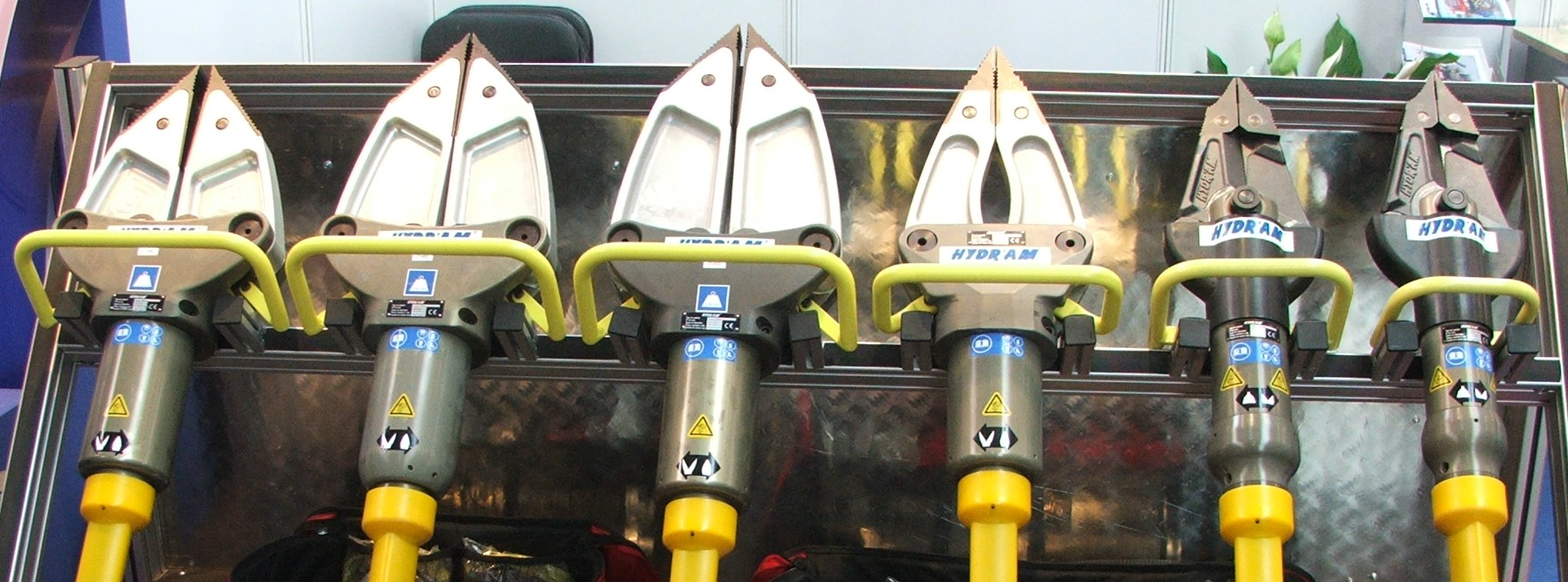
Spreiders in verschillende afmetingen.
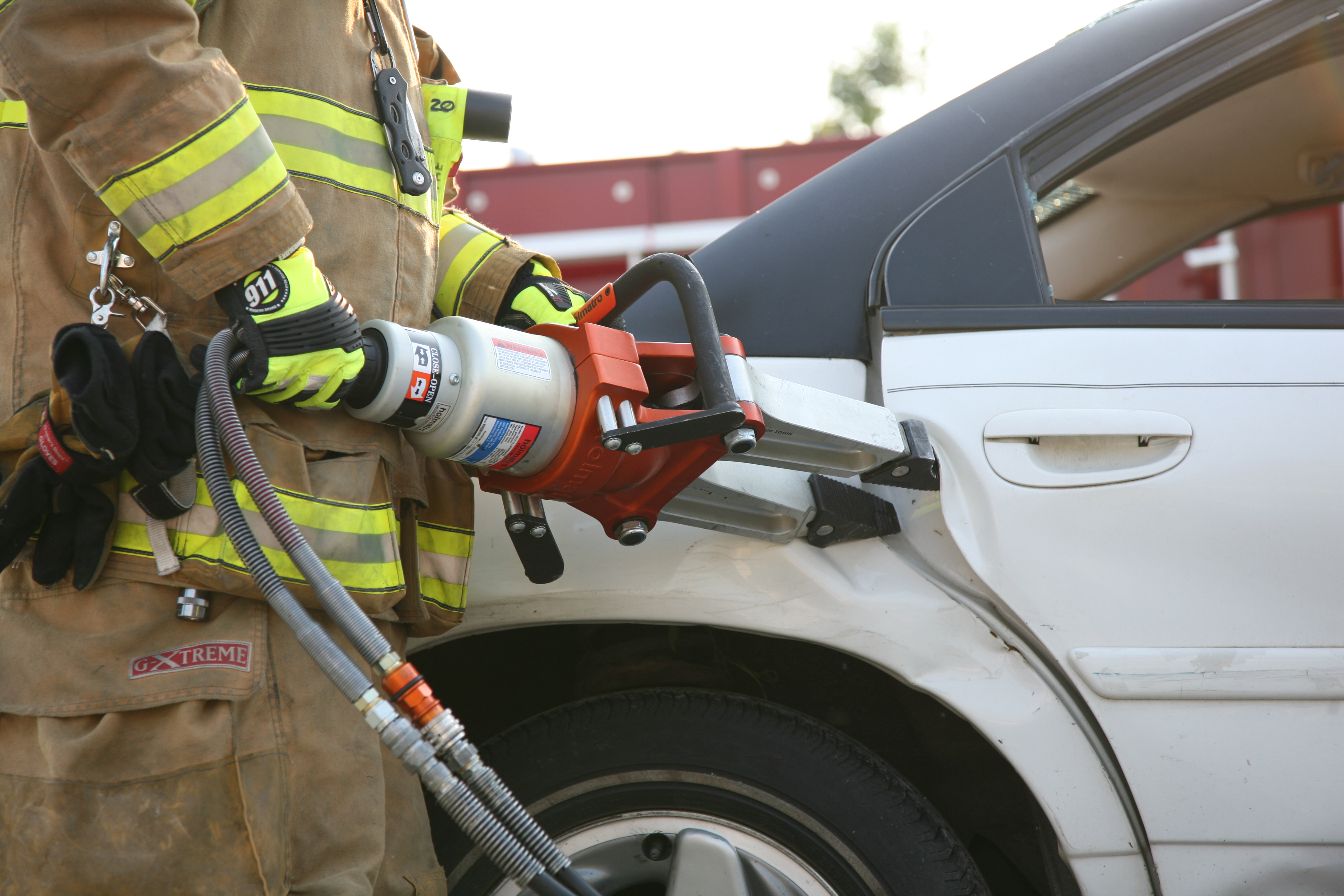
Spreider
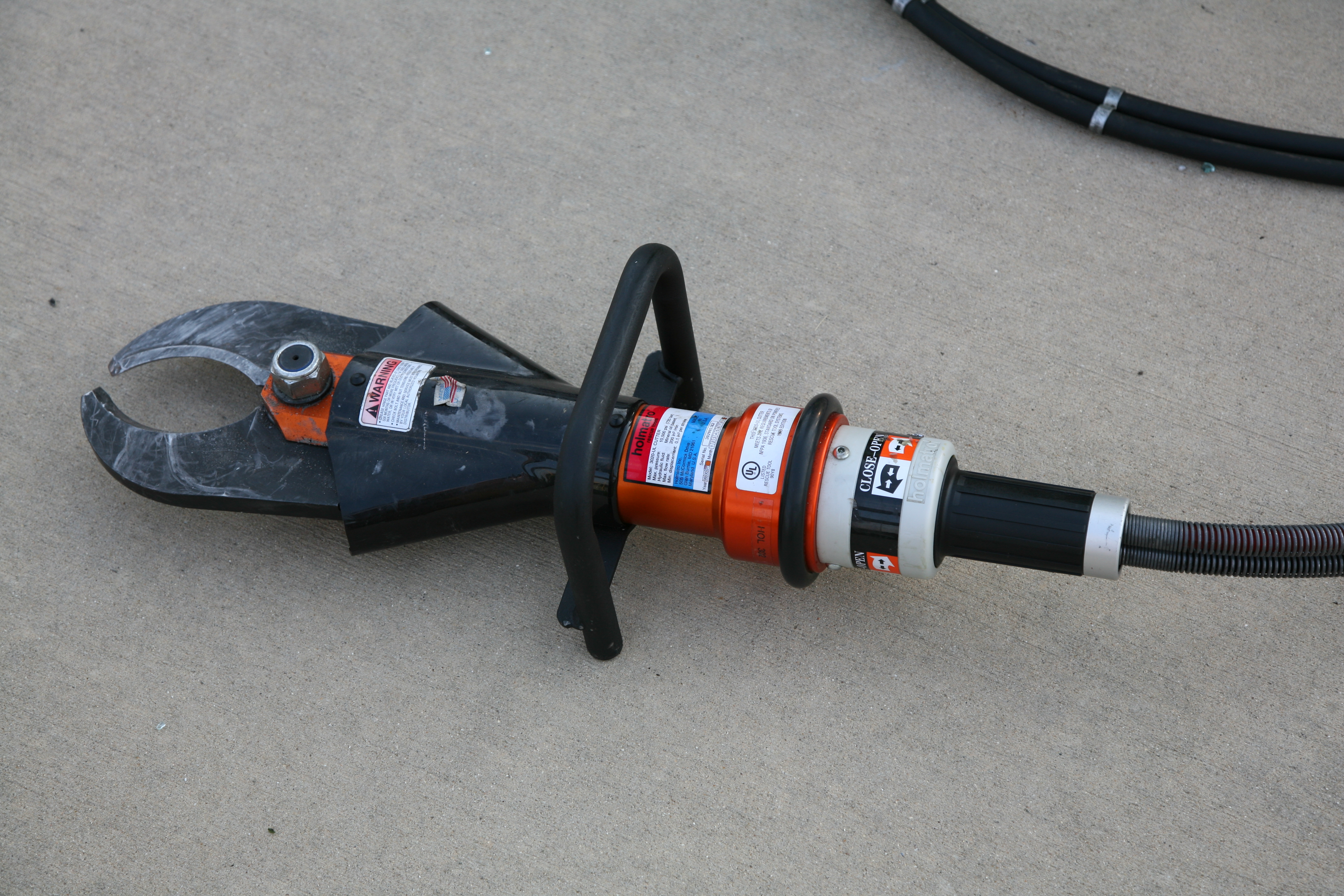
Schaar
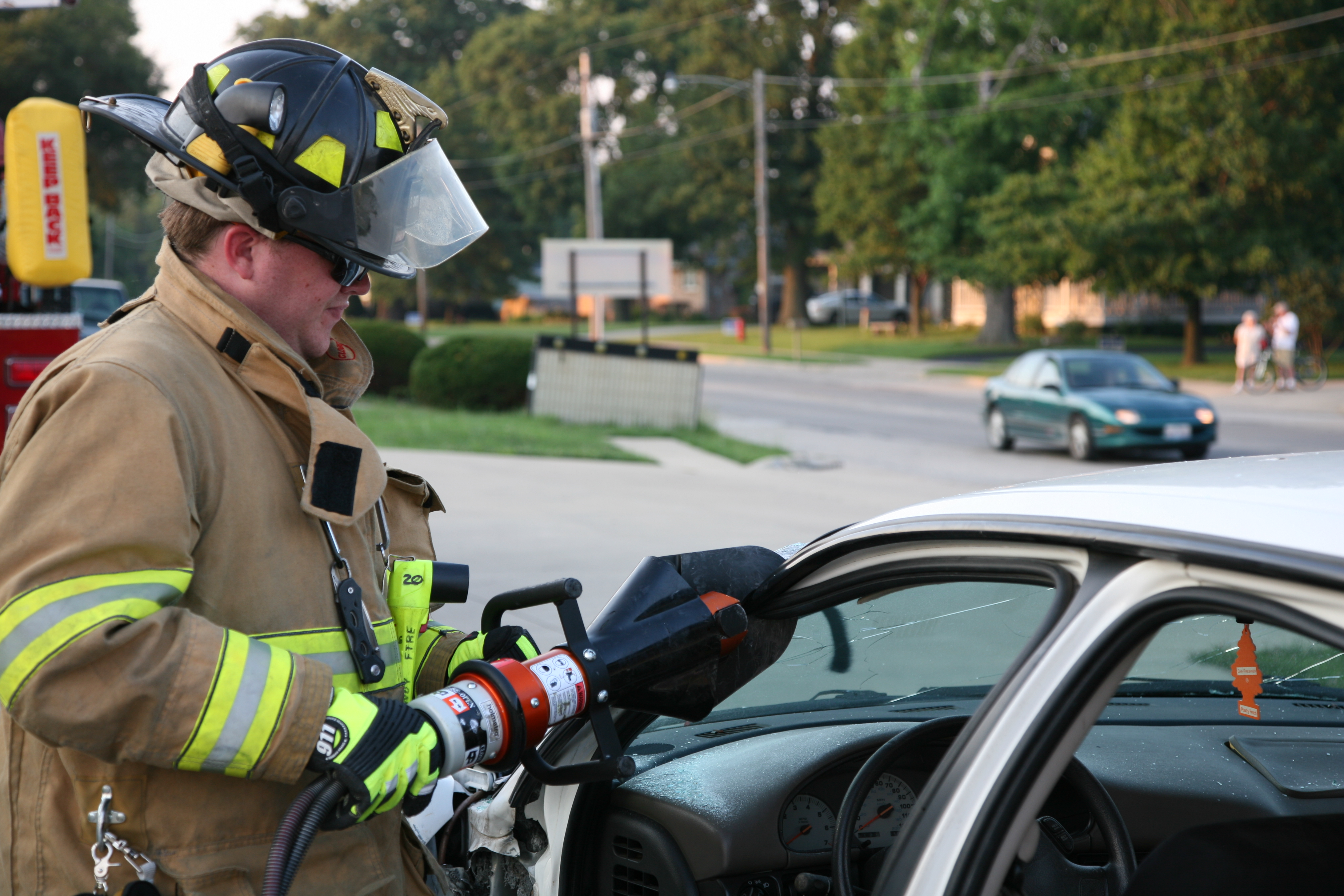
Schaar
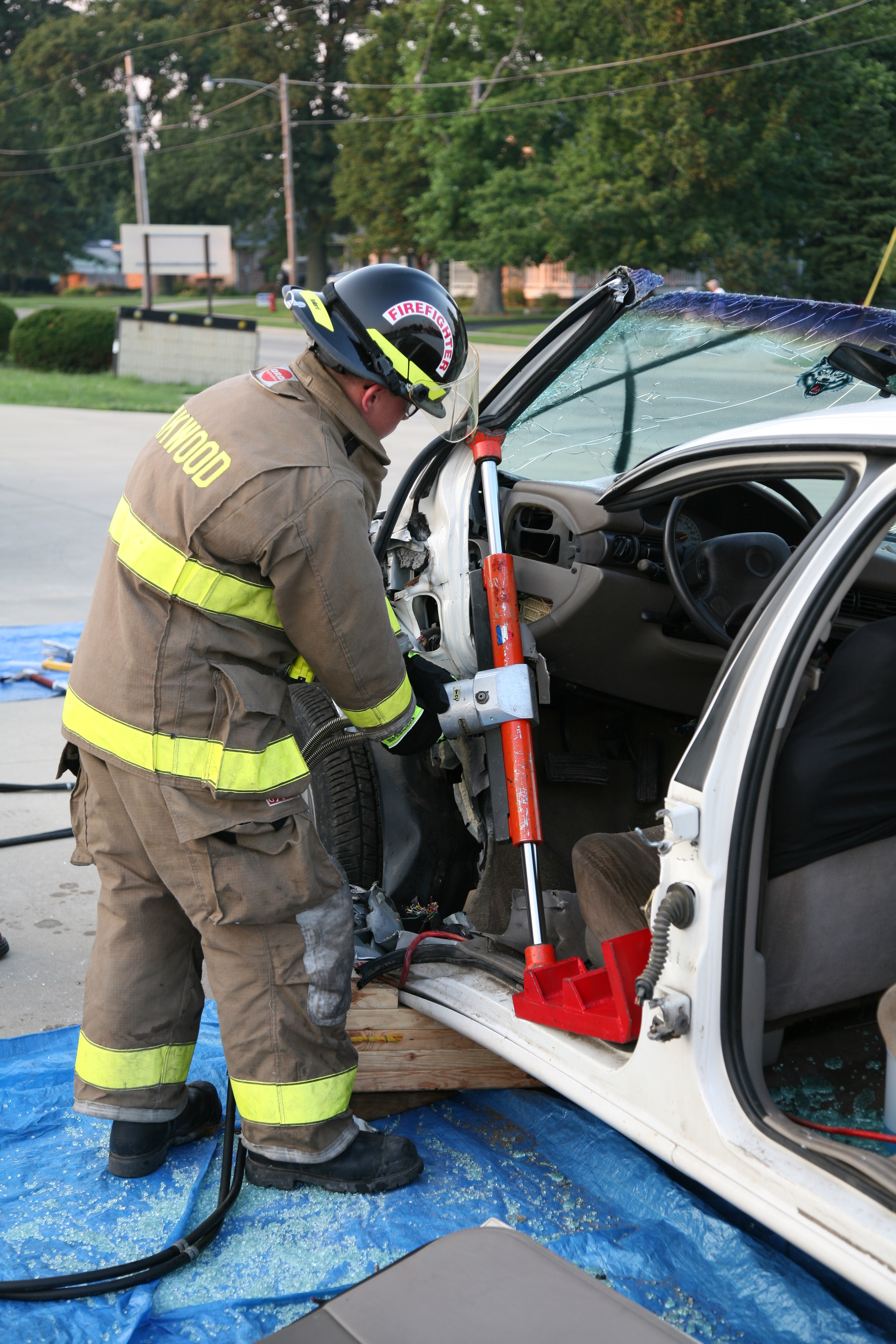
Ram